# Selección de fútbol de Provenza
La Selección de fútbol de Provenza es la selección representativa de la región francesa en dicha disciplina.
La federación tiene su sede en Marsella. Jugó sus dos primeros encuentros de su historia en 1921, contra Cataluña, perdiendo ambos partidos.
Después de las apariciones, la selección estuvo 87 años sin jugar ningún partido, hasta que en 2008 la selección fue reintegrada, participando en la Copa Mundial VIVA 2008.
No está afiliada a la FIFA o la UEFA. Está afiliada a la NF-Board y participa en las competiciones organizadas por ellos, así como la Copa Mundial VIVA.

## Partidos
| Fecha                   | Competición            | Sede      |          | Oponente         | Marcador  |
| ----------------------- | ---------------------- | --------- | -------- | ---------------- | --------- |
| 9 de junio de 2012      | Copa Mundial VIVA 2012 | Kurdistán | Provenza | Zanzíbar         | 2–7       |
| 8 de junio de 2012      | Copa Mundial VIVA 2012 | Kurdistán | Provenza | Kurdistán        | 1–2       |
| 6 de junio de 2012      | Copa Mundial VIVA 2012 | Kurdistán | Provenza | Chipre del Norte | 2–1       |
| 5 de junio de 2012      | Copa Mundial VIVA 2012 | Kurdistán | Provenza | Darfur           | 18–0      |
| 4 de junio de 2010      | Copa Mundial VIVA 2010 | Gozo      | Provenza | Gozo             | 1–2       |
| 2 de junio de 2010      | Copa Mundial VIVA 2010 | Gozo      | Provenza | Kurdistán        | 2–3       |
| 1 de junio de 2010      | Copa Mundial VIVA 2010 | Gozo      | Provenza | Dos Sicilias     | 0–1       |
| 11 de marzo de 2010     |                        | Padania   | Provenza | Padania          | 3–1       |
| 26 de junio de 2009     | Copa Mundial VIVA 2009 | Padania   | Provenza | Laponia          | 4–4 (4–5) |
| 25 de junio de 2009     | Copa Mundial VIVA 2009 | Padania   | Provenza | Kurdistán        | 0–6       |
| 23 de junio de 2009     | Copa Mundial VIVA 2009 | Padania   | Provenza | Laponia          | 2–1       |
| 22 de junio de 2009     | Copa Mundial VIVA 2009 | Padania   | Provenza | Gozo             | 3–1       |
| 20 de diciembre de 2008 | -                      | Mónaco    | Provenza | Mónaco           | 3–2       |
| 12 de julio de 2008     | Copa Mundial VIVA 2008 | Laponia   | Provenza | Laponia          | 2–4       |
| 10 de julio de 2008     | Copa Mundial VIVA 2008 | Laponia   | Provenza | Pueblo Arameo    | 0–5       |
| 9 de julio de 2008      | Copa Mundial VIVA 2008 | Laponia   | Provenza | Kurdistán        | 0–3       |
| 8 8 de julio de 2008    | Copa Mundial VIVA 2008 | Laponia   | Provenza | Padania          | 1–6       |
| 4 de abril de 1921      | Amistoso               | Cataluña  | Provenza | Cataluña         | 0–1       |
| 3 de abril de 1921      | Amistoso               | Cataluña  | Provenza | Cataluña         | 0–4       |

## Provenza en la Copa Mundial VIVA
| Copa Mundial VIVA | Copa Mundial VIVA | Copa Mundial VIVA | Copa Mundial VIVA | Copa Mundial VIVA | Copa Mundial VIVA | Copa Mundial VIVA | Copa Mundial VIVA | Copa Mundial VIVA |
| Año               | Posición          | GP                | G                 | E                 | P                 | GA                | GC                |                   |
| ----------------- | ----------------- | ----------------- | ----------------- | ----------------- | ----------------- | ----------------- | ----------------- | ----------------- |
| 2006              | No participó      | No participó      | No participó      | No participó      | No participó      | No participó      | No participó      |                   |
| 2008              | 5.º               | 4                 | 0                 | 0                 | 4                 | 3                 | 18                |                   |
| 2009              | 4.º               | 4                 | 2                 | 1                 | 1                 | 9                 | 12                |                   |
| 2010              | 6.º               | 3                 | 0                 | 0                 | 3                 | 3                 | 6                 |                   |
| 2012              | 4.º               | 4                 | 2                 | 0                 | 2                 | 23                | 10                |                   |
| Total             | Mejor: 4.º        | 16                | 4                 | 1                 | 10                | 38                | 46                |                   |